# Hockey Novara 1956
Questa voce raccoglie le informazioni riguardanti l'Hockey Novara nelle competizioni ufficiali della stagione 1956.

## Maglie e sponsor
| 1ª divisa |

## Rosa
| N° | Naz.              | Ruolo | Sportivo            |  |  |  |
| -- | ----------------- | ----- | ------------------- |  |  |  |
| ?  | Italia (bandiera) | E     | Giancarlo Gallarini |  |  |  |
| ?  | Italia (bandiera) | E     | Walter Monfrinotti  |  |  |  |
| ?  | Italia (bandiera) | E     | Franco Mora         |  |  |  |
| ?  | Italia (bandiera) | E     | Sergio Nanotti      |  |  |  |
| ?  | Italia (bandiera) | E     | Ferruccio Panagini  |  |  |  |
| ?  | Italia (bandiera) | P     | Valentino Sacchi    |  |  |  |

- Allenatore:  Angelo Grassi